# Ступин, Владимир Иванович
Владимир Иванович Ступин (род. 1918) — советский архитектор, партизан Великой Отечественной войны.
Автор ряд трудов по эстетике, истории и теории архитектуры.

## Биография

Памятник К. В. Иванову в Чебоксарах

Родился 29 июля 1918 года в деревне Курган ныне Уржумского района Кировской области.
В 1938 году поступил в Московский архитектурный институт (МАРХИ). Окончить его не успел, так как началась Великая Отечественная война. Добровольцем вступил в РККА и был зачислен бойцом-парашютистом в Отдельную мотострелковую бригаду особого назначения (ОМСБОН) НКВД СССР. Осенью 1941 года Владимир Ступин прошел в парадном строю по Красной площади, был участником битвы за Москву.
Весной 1942 года Ступин в составе парашютно-десантного отряда Героя Советского Союза Дмитрия Медведева был заброшен в тыл противника и в течение двух лет воевал в партизанских отрядах на Западной Украине. Встречался с советским разведчиком Николаем Кузнецовым, чей портрет в военной немецкой форме сделал в 1943 году. Был разведчиком, затем до декабря 1944 года — комиссар партизанского отряда. В 1943 году был ранен.
После войны продолжил учёбу в МАРХИ, по окончании которого был направлен в Архитектурный совет строящейся Выставки достижений народного хозяйства СССР, где, в частности, работал над созданием павильона «Урал» и оформил его экспозицию (сейчас на его месте находится «Город мастеров»). В соавторстве со скульпторами Буткевичем и Кудрявцевым В. И. Ступин участвовал в создании надгробия русскому живописцу А. Васнецову в Москве и памятнику чувашскому народному поэту К. Иванову в Чебоксарах.
В 1957 году В. И. Ступин окончил аспирантуру Академии общественных наук при ЦК КПСС (ныне Российская академия государственной службы). Работал заведующим редакцией истории и теории архитектуры издательства «Стройиздат», был начальником Главного управления изобразительных искусств (ГлавИЗО) и членом коллегии Министерства культуры РСФСР. В течение двенадцати лет он возглавлял издательство «Искусство». С 1976 года работал в газете «Советская культура» на должности заведующего редакцией изобразительного искусства и члена редколлегии. Был заведующим редакцией издательства «Аврора».
Член Союза архитекторов России с 1960 года. Член секции теории и критики Союза архитекторов. Член КПСС с 1944 года. Многие годы возглавлял Совет архитекторов − ветеранов войны. Являлся председателем Совета ветеранов партизанского отряда «Победители», Москва. С 1981 года — пенсионер союзного значения, проживал в Москве.

## Заслуги
- Был награждён орденами Отечественной войны I степени, Красной Звезды и польским орденом «Партизанский Крест», а также многими медалями, в числе которых «За оборону Москвы» и «Партизану Отечественной войны» I степени.
- Заслуженный работник культуры РСФСР (1978).